# 福王流
福王流（ふくおう-りゅう）は能楽ワキ方の一流派。江戸時代には主に観世流の座付として活動し、現在でも芸系が近い。現宗家は十六世福王茂十郎。

## 解説
初世福王但馬守盛忠（1521年～1606年）は播磨国三木の神官であったが、観世座の脇の棟梁観世元頼（観世長俊の子）に師事し、後に織田信長に召し出されて観世座付きのワキ方になったと伝える。戦国時代末期から安土桃山時代にかけては、それまで座の第二位の役者が担当し、特にシテ方と区別されることのなかったワキの役（通常これを後世のワキ方と区別して「脇のシテ」「脇の棟梁」などと呼ぶ）が、徐々に独自の職掌としてシテ方から区分されるようになってきていた時期であり、盛忠の活躍もこれと関係を持つものであったと考えられる。二世福王盛義は謡曲作者としても活躍した。
初世以後、福王家は観世座のワキとして活躍していたが、四世盛厚の代に後嗣を欠いて中絶したため、これを惜しんだ観世黒雪が弟服部栖元の子を五世福王盛親として福王家を再興せしめた。盛親は隠居後、京都に移住して服部宗巴と号し、素謡教授を専らとしたため（当時はワキが地頭を兼ねたため、地謡はワキ方とシテ方両方が担当することが多かった。このため素謡教授にもシテ方・ワキ方が並立し、特に京都ではワキ方の勢力がつよかった）、同地において福王流は大きな勢力を占めるようになったが、後嗣六世盛信は狷介な人柄で信望がなく、諍いから門弟を多く破門したため、京都における有力な弟子家である京都五軒家（岩井・井上・林・薗・浅野）が揃って観世流に転じるという事件を引き起こした。
八世福王盛有は文筆に優れ、謡曲を新作するほか「江戸洪水記」などをあらわした。子の九世盛勝も父の文人趣味を受けつぎ、英一蝶に絵を学んで福王雪岑の雅号で知られる。維新後、1898年に十四世福王繁十郎盛哲が没して宗家が一時中絶するものの、遺弟の野島信（東京）、中村弥三郎（大阪）、江崎金次郎（姫路）らが芸系を守った。1938年に中村弥三郎の子が十五世福王茂十郎となって宗家を再興し、現在は子の輝幸が十六世福王茂十郎を名乗っている。
能楽協会に登録された役者は、2007年現在、20名強。宗家を含めほとんどが関西在住で、東京には野島信の芸系に属する能楽師が数人いる程度。関西を地盤として活動する流儀である。長らく観世座付であったため、台詞、謡い方ともにほとんど観世流に同じく、上掛りの芸風を保っており、この点で下掛宝生流とは対照的である。

## 宗家代々
- 初世 福王盛忠
- 二世 福王盛義
  - 初世の子。
- 三世 福王盛貞
  - 二世の子。
- 四世 福王盛厚
  - 二世の子で弟。
- 五世 福王盛親
  - 観世流シテ方九世観世黒雪の弟の服部栖元の子。
- 六世 福王盛仍
  - 五世の養子。
- 七世 福王盛信
  - 六世の養子。
- 八世 福王盛有
  - 七世の養子。
- 九世 福王盛勝
- 十世 福王盛世
  - 九世の婿養子。実父は観世流観世左吉泰克（太鼓方左吉流）。
- 十一世 福王盛充

- 十四世 福王繁十郎盛哲
- 十五世 福王茂十郎盛登
  - 十一世中村弥三郎の子。
- 十六世 福王茂十郎輝幸
  - 十五世の長男。